# НХЛ у сезоні 1929—1930
НХЛ у сезоні 1929/1930 — 13-й регулярний чемпіонат НХЛ. Сезон стартував 14 листопада 1929. Закінчився фінальним матчем Кубка Стенлі 3 квітня 1930 між Монреаль Канадієнс та Бостон Брюїнс перемогою «канадців» 4:3 в матчі та 2:0 в серії. Це третя перемога в Кубку Стенлі «Монреаль Канадієнс».

## Підсумкова турнірна таблиця

### Канадський дивізіон
| Команда            | І  | В  | П  | Н | ШЗ  | ШП  | Очки |
| ------------------ | -- | -- | -- | - | --- | --- | ---- |
| Монреаль Марунс    | 44 | 23 | 16 | 5 | 141 | 114 | 51   |
| Монреаль Канадієнс | 44 | 21 | 14 | 9 | 142 | 114 | 51   |
| Оттава Сенаторс    | 44 | 21 | 15 | 8 | 138 | 118 | 50   |
| Торонто Мейпл-Ліфс | 44 | 17 | 21 | 6 | 116 | 124 | 40   |
| Нью-Йорк Амеріканс | 44 | 14 | 25 | 5 | 113 | 161 | 33   |

### Американський дивізіон
| Команда            | І  | В  | П  | Н  | ШЗ  | ШП  | Очки |
| ------------------ | -- | -- | -- | -- | --- | --- | ---- |
| Бостон Брюїнс      | 44 | 38 | 5  | 1  | 179 | 98  | 77   |
| Чикаго Блек Гокс   | 44 | 21 | 18 | 5  | 117 | 111 | 47   |
| Нью-Йорк Рейнджерс | 44 | 17 | 17 | 10 | 136 | 143 | 44   |
| Детройт Кугарс     | 44 | 14 | 24 | 6  | 117 | 133 | 34   |
| Піттсбург Пайретс  | 44 | 5  | 36 | 3  | 102 | 185 | 13   |

## Найкращі бомбардири
| Гравець      | Команда            | І  | Г  | П  | О  | ШХ  |
| ------------ | ------------------ | -- | -- | -- | -- | --- |
| Куні Вейленд | Бостон             | 44 | 43 | 30 | 73 | 27  |
| Френк Буше   | Нью-Йорк Рейнджерс | 42 | 26 | 36 | 62 | 16  |
| Діт Клеппер  | Бостон             | 44 | 41 | 20 | 61 | 48  |
| Білл Кук     | Нью-Йорк Рейнджерс | 44 | 29 | 30 | 59 | 56  |
| Гек Кілрі    | Оттава             | 44 | 36 | 22 | 58 | 23  |
| Нельс Стюарт | Монреаль Марунс    | 44 | 39 | 16 | 55 | 81  |
| Гові Моренц  | Монреаль Канадієнс | 44 | 40 | 10 | 50 | 72  |
| Норман Гімес | Нью-Йорк Амеріканс | 44 | 22 | 28 | 50 | 15  |
| Джо Лемб     | Оттава             | 44 | 29 | 20 | 49 | 119 |
| Датч Гейнор  | Бостон             | 43 | 18 | 31 | 49 | 39  |

## Плей-оф

### Попередній раунд
| - 23 березня. Монреаль Канадієнс - Чикаго 1:0 - 26 березня. Чикаго - Монреаль Канадієнс 2:2 Серія: Монреаль Канадієнс - Чикаго 3-2 | - 20 березня. Н-Й Рейнджерс - Оттава 1:1 - 23 березня. Оттава - Н-Й Рейнджерс 2:5 Серія: Н-Й Рейнджерс - Оттава 6-3 |

### Півфінали
| - 20 березня. Бостон - Монреаль Марунс 2:1 3ОТ - 22 березня. Бостон - Монреаль Марунс 4:2 - 25 березня. Монреаль Марунс - Бостон 1:0 2ОТ - 28 березня. Монреаль Марунс - Бостон 1:5 Серія: Бостон - Монреаль Марунс 3-1 | - 28 березня. Н-Й Рейнджерс - Монреаль Канадієнс 1:2 4ОТ - 30 березня. Монреаль Канадієнс - Н-Й Рейнджерс 2:0 Серія: Монреаль Канадієнс - Н-Й Рейнджерс 2:0 |

### Фінал
- 5 квітня. Монреаль Канадієнс - Бостон 3:0
- 3 квітня. Бостон - Монреаль Канадієнс 3:4

Серія: Монреаль Канадієнс - Бостон 2-0
Найкращі бомбардири
- Марті Беррі («Бостон Брюїнс») 6 матчів, 6 очок (3 + 3).
- Куні Вейленд («Бостон Брюїнс») 6 матчів, 6 очок (1 + 5).

## Володарі Кубка Стенлі
- 1 Джордж Гейнсворт
- 2 Сільвіо Манта (капітан)
- 3 Марті Бурк
- 8 Альбер Ледюк
- 12 Жорж Манта
- 14 Джеральд Карсон
- 7 Гові Моренц
- 9 Альфред Лепін
- 4 Орель Жоля
- 5 Арман Мондо
- 6 Нік Весні
- 10 Вайлд Лярошелль
- 11 Берт Маккаффрі
- 16 Гас Ріверс

## Призи та нагороди сезону
| Нагороди               | Гравець       | Команда            |
| ---------------------- | ------------- | ------------------ |
| Пам'ятний трофей Гарта | Нельс Стюарт  | Монреаль Марунс    |
| Приз Леді Бінг         | Френк Буше    | Нью-Йорк Рейнджерс |
| Трофей Везини          | Тайні Томпсон | Бостон Брюїнс      |

| Нагорода               | Клуб               |
| ---------------------- | ------------------ |
| Приз принца Уельського | Бостон Брюїнс      |
| Приз О'Брайна          | Монреаль Марунс    |
| Кубок Стенлі           | Монреаль Канадієнс |

## Дебютанти сезону
Список гравців, що дебютували цього сезону в НХЛ.
- Еббі Гудфеллоу, Детройт Кугарс
- Сід Гоу, Оттава Сенаторс
- Башер Джексон, Торонто Мейпл-Ліфс
- Чарлі Конахер, Торонто Мейпл-Ліфс

## Завершили кар'єру
Список гравців, що завершили виступати в НХЛ.
- Міккі Маккей, Бостон Брюїнс
- Джиммі Герберт, Детройт Кугарс
- Клінт Бенедікт, Монреаль Марунс
- Френк Найбор, Торонто Мейпл-Ліфс